# デイヴィッド・カーネギー (第4代ノースエスク伯爵)
第4代ノースエスク伯爵デイヴィッド・カーネギー（英語: David Carnegie, 4th Earl of Northesk PC、1675年 – 1729年1月14日）は、スコットランド貴族。

## 生涯
第3代ノースエスク伯爵デイヴィッド・カーネギーとエリザベス・リンジー（Elizabeth Lindsay、第17代クロフォード伯爵ジョン・リンジーの娘）の長男として生まれた。1688年10月に父が死去すると、ノースエスク伯爵の爵位を継承、1698年7月19日にスコットランド議会議員に就任した。
1702年、スコットランド枢密院の枢密顧問官に任命された。また、1708年から1715年までスコットランド貴族代表議員を務めた。
1729年1月14日に死去、長男デイヴィッドが爵位を継承した。

## 家族
1697年1月29日、マーガレット・ウィームズ（Margaret Wemyss、1763年3月29日没、第3代ウィームズ女伯爵マーガレット・ウィームズの娘）と結婚、2男5女を儲けた。
- マーガレット（1697年 – 1722年7月7日） - ジョージ・レズリー（第3代リーヴェン伯爵デイヴィッド・レズリーの息子）と結婚
- エリザベス（1699年1月2日 – 1767年9月21日） - 第5代バルメリノ卿ジョン・エルフィンストーンと結婚
- アン - サー・アレクサンダー・ホープと結婚
- デイヴィッド（1701年 – 1741年） - 第5代ノースエスク伯爵
- クリスチャン（1703年 – 1787年） - 生涯未婚
- メアリー（1712年 – 1798年） - 生涯未婚
- ジョージ（1716年 – 1792年） - 第6代ノースエスク伯爵